# Paul Guldin
Pour les articles homonymes, voir Guldin.
Paul Guldin, né Habakuk Guldin le 12 juin 1577 à Mels, près de Saint-Gall en Suisse et décédé le 3 novembre 1643 à Graz, est un prêtre jésuite suisse, mathématicien et astronome.

## Biographie

### Formation et carrière
De famille protestante, Guldin est placé dans sa jeunesse en apprentissage chez un orfèvre. Il exerce ensuite ce métier dans différentes villes d’Allemagne. Durant son séjour à Freising, des doutes créés par la lecture d'ouvrages de controverse lui font consulter le prieur des bénédictins ; il passe au catholicisme en 1597 et adopte le prénom de Paul, l’apôtre des Gentils.
Le 21 août 1597 le jeune Paul Guldin entre chez les jésuites en tant que coadjuteur temporel et fait son noviciat à Landsberg (Bavière). Durant ses premières années de formation ses dons pour les mathématiques sont remarqués. Douze ans plus tard, ses supérieurs, voyant ses progrès et ses aptitudes en géométrie malgré son manque d'éducation générale, l’engagent, malgré son statut de 'frère coadjuteur', à commencer ses études, à trente-deux ans, à l’Université grégorienne de Rome. Il y est ordonné prêtre en 1617. Il enseigne ensuite les mathématiques à cette université, puis à l’université de Graz, en 1617. Une maladie grave l’oblige à suspendre ses leçons, et on l’envoie à l'université de Vienne en 1622 ; il ne quittera cette ville qu’en 1637.

### Les mathématiques
Guldin résout les plus difficiles problèmes de Kepler et fait l’application du centre de gravité à la mesure des figures produites par circonvolution. L’essentiel de ses travaux se trouve dans son ouvrage Centrobaryca (Les barycentres) qui paraît en trois volumes (1635, 1640, 1641) ; on y trouve les deux règles qui portent son nom et qui sont destinées à ramener aux quadratures les cubatures de révolution. Guldin est un des adversaires de la méthode des indivisibles inventée par Bonaventura Cavalieri, qui lui répond vivement dans ses Exercitationes geometricæ.
Paul Guldin est un savant reconnu à son époque. Dans son ouvrage Terra machinis mota de 1658, Paolo Casati imagine un dialogue entre Guldin, Galilée et Mersenne sur des problèmes touchant la cosmologie, la géographie, l’astronomie et la géodésie. Guldin correspondait aussi avec le père Scheiner.

## Écrits
- Refutatio elenchi calendarii Gregoriani Setho Caltisio conscripti
  - Refutatio elenchi calendarii Gregoriani Setho Caltisio conscripti sur Google Livres, livre 5, Mayence, 1616, in-4 ;
- Paralipomena ad Refutationem ; in iisque producuntur viginti et novem exempla paschatum ex Sancto Cyrillo Alexandrino nunquam antea edita ;
- Problema arithmeticum de rerum combinationibus, quo numerus dictionum seu conjunctionum diversarum quæ ex XXII alphabeti litteris fieri passant indagatur, Vienne, 1622 ;
- Problema geographicum de motu terræ ex mutatione centri gravitatis ipsius provenienti, Vienne, 1622 ;
- Problema geographicum de discrepantia in numero ac denominatione dierum, quam qui orbem terrarum contrariis viis circumnavigant, et inter se et cum iis qui in eodem loco consistunt, experiuntur, Vienne, 1633 ;
- Centrobaryca, seu de centro gravitatis trium specierum quantitatis continuæ libr. IV, Vienne, 1633-1642, 2 vol. in-folioLa plupart des axiomes exposés dans les deux premières parties de cet ouvrage l’avaient déjà été par le père della Faille, mais Guldin y applique le centre de gravité à la mesure des figures produites par circonvolution, propriété reconnue par Pappus. La liaison établie par l’auteur entre les figures, leurs centres de gravité et les solides ou surfaces qu’ils engendrent en tournant autour d’un axe est une des belles découvertes de la géométrie en réduisant trois problèmes jusqu’alors regardés comme isolés à deux seulement.
  - De centro gravitatis trium specierum quantitatis continuæ sur Google Livres, livre III, Vienne, 1641
- Quelques manuscrits non publiés.